# Impianti di calcio ai Giochi olimpici
Di seguito è riportata una lista degli impianti sportivi che hanno ospitato almeno una gara della fase finale del torneo di Calcio ai Giochi olimpici.

## Parigi 1900
| Stadio                 | Città (area urbana di riferimento) | Numero di gare | Capacità |
| ---------------------- | ---------------------------------- | -------------- | -------- |
| Velodromo di Vincennes | Vincennes (Parigi)                 | 2              |          |

## Saint Louis 1904
| Stadio        | Città (area urbana di riferimento) | Numero di gare | Capacità |
| ------------- | ---------------------------------- | -------------- | -------- |
| Francis Field | University City (St. Louis)        | 4              |          |

## Londra 1908
| Stadio             | Città  | Numero di gare | Capacità |
| ------------------ | ------ | -------------- | -------- |
| White City Stadium | Londra | 8              | 68.000   |

## Stoccolma 1912
| Stadio                  | Città (area urbana di riferimento) | Numero di gare | Capacità |
| ----------------------- | ---------------------------------- | -------------- | -------- |
| Råsundastadion          | Solna (Stoccolma)                  | 9              |          |
| Olympiastadion          | Stoccolma                          | 5              |          |
| Tranebergs Idrottsplats | Stoccolma                          | 3              |          |

## Anversa 1920
| Stadio               | Città (area urbana di riferimento) | Numero di gare | Capacità |
| -------------------- | ---------------------------------- | -------------- | -------- |
| Olympisch Stadion    | Anversa                            | 11             | 35.000   |
| Bosuilstadion        | Anversa                            | 4              | 16.649   |
| Stadio Joseph Marien | Forest (Bruxelles)                 | 2              | 8.000    |
| Jules Ottenstadion   | Gand                               | 1              | 12.919   |

## Parigi 1924
| Stadio             | Città (area urbana di riferimento) | Numero di gare | Capacità |
| ------------------ | ---------------------------------- | -------------- | -------- |
| Stadio di Colombes | Colombes                           | 11             | 14.000   |
| Stade Bergeyre     | Parigi                             | 6              | 15.000   |
| Stade de Paris     | Saint-Ouen (Parigi)                | 3              | 10.000   |
| Stade Pershing     | Vincennes (Parigi)                 | 5              | 10.000   |

## Amsterdam 1928
| Stadio                     | Città     | Numero di gare | Capacità |
| -------------------------- | --------- | -------------- | -------- |
| Olympisch Stadion          | Amsterdam | 19             |          |
| Monnikenhuize              | Arnhem    | 1              |          |
| Sparta Stadion Het Kasteel | Rotterdam | 1              |          |
| Stadion Feijenoord         | Rotterdam | 1              |          |

## Berlino 1936
| Stadio         | Città   | Numero di gare | Capacità |
| -------------- | ------- | -------------- | -------- |
| Hertha Platz   | Berlino | 3              |          |
| Mommsenstadion | Berlino | 4              |          |
| Olympiastadion | Berlino | 4              |          |
| Poststadion    | Berlino | 5              |          |

## Londra 1948
| Stadio            | Città      | Numero di gare | Capacità |
| ----------------- | ---------- | -------------- | -------- |
| Goldstone Ground  | Brighton   |                |          |
| Wembley Stadium   | Londra     |                |          |
| White Hart Lane   | Londra     |                |          |
| Selhurst Park     | Londra     |                |          |
| Craven Cottage    | Londra     |                |          |
| Griffin Park      | Londra     |                |          |
| Highbury Park     | Londra     |                |          |
| Lynn Road Stadium | Londra     |                |          |
| Green Pond Road   | Londra     |                |          |
| Champion Hill     | Londra     |                |          |
| Fratton Park      | Portsmouth |                |          |

## Helsinki 1952
| Stadio             | Città    | Numero di gare | Capacità |
| ------------------ | -------- | -------------- | -------- |
| Olympiastadion     | Helsinki |                |          |
| Töölön Pallokenttä | Helsinki |                |          |
| Arto Tolsa Areena  | Kotka    |                |          |
| Lahden stadion     | Lahti    |                |          |
| Tampereen stadion  | Tampere  |                |          |
| Veritas-stadion    | Turku    |                |          |

## Melbourne 1956
| Stadio                   | Città     | Numero di gare | Capacità |
| ------------------------ | --------- | -------------- | -------- |
| Melbourne Cricket Ground | Melbourne |                |          |

## Roma 1960
| Stadio             | Città    | Numero di gare | Capacità |
| ------------------ | -------- | -------------- | -------- |
| Stadio Comunale    | Firenze  |                |          |
| Stadio Comunale    | Grosseto |                |          |
| Stadio Comunale    | L'Aquila |                |          |
| Stadio Ardenza     | Livorno  |                |          |
| Stadio Fuorigrotta | Napoli   |                |          |
| Stadio Adriatico   | Pescara  |                |          |
| Stadio Flaminio    | Roma     |                |          |

## Tokyo 1964
| Stadio                        | Città    | Numero di gare | Capacità |
| ----------------------------- | -------- | -------------- | -------- |
| National Olympic Stadium      | Tokyo    |                |          |
| Stadio Principe Chichibu      | Tokyo    |                |          |
| Komazawa Olympic Park Stadium | Tokyo    |                |          |
| Mitsuzawa Stadium             | Yokohama |                |          |
| Omiya Park Soccer Stadium     | Saitama  |                |          |
| Nishikyogoku Athletic Stadium | Kyoto    |                |          |
| Stadio Nagai                  | Osaka    |                |          |

## Città del Messico 1968
| Stadio             | Città             | Numero di gare | Capacità |
| ------------------ | ----------------- | -------------- | -------- |
| Stadio Azteca      | Città del Messico |                |          |
| Stadio Jalisco     | Guadalajara       |                |          |
| Estadio Nou Camp   | León              |                |          |
| Estadio Cuauhtémoc | Puebla            |                |          |

## Monaco di Baviera 1972
| Stadio            | Città             | Numero di gare | Capacità |
| ----------------- | ----------------- | -------------- | -------- |
| Rosenaustadion    | Augusta           |                |          |
| ESV-Stadion       | Ingolstadt        |                |          |
| Olympiastadion    | Monaco di Baviera |                |          |
| Sportpark Zabo    | Norimberga        |                |          |
| Dreiflüssestadion | Passavia          |                |          |
| Jahnstadion       | Ratisbona         |                |          |

## Montréal 1976
| Stadio                       | Città      | Numero di gare | Capacità |
| ---------------------------- | ---------- | -------------- | -------- |
| Stadio Olimpico              | Montréal   |                |          |
| Lansdowne Park               | Ottawa     |                |          |
| Sherbrooke Municipal Stadium | Sherbrooke |                |          |
| Varsity Stadium              | Toronto    |                |          |

## Mosca 1980
| Stadio                  | Città      | Numero di gare | Capacità |
| ----------------------- | ---------- | -------------- | -------- |
| Stadio della Repubblica | Kiev       |                |          |
| Stadio Petrovskij       | Leningrado |                |          |
| Stadio Dinamo           | Minsk      |                |          |
| Stadio Centrale Lenin   | Mosca      |                |          |
| Stadio Dinamo           | Mosca      |                |          |

## Los Angeles 1984
| Stadio                             | Città     | Numero di gare | Capacità |
| ---------------------------------- | --------- | -------------- | -------- |
| Harvard Stadium                    | Allston   |                |          |
| Navy-Marine Corps Memorial Stadium | Annapolis |                |          |
| Stanford Stadium                   | Palo Alto |                |          |
| Rose Bowl                          | Pasadena  |                |          |

## Seul 1988
| Stadio                  | Città   | Numero di gare | Capacità |
| ----------------------- | ------- | -------------- | -------- |
| Busan Gudeok Stadium    | Pusan   |                |          |
| Daegu Civic Stadium     | Taegu   |                |          |
| Hanbat Sports Complex   | Daejeon |                |          |
| Gwangju Mudeung Stadium | Gwangju |                |          |
| Stadio Olimpico         | Seul    |                |          |
| Dongdaemun Stadium      | Seul    |                |          |

## Barcellona 1992
| Stadio                      | Città      | Numero di gare | Capacità |
| --------------------------- | ---------- | -------------- | -------- |
| Camp Nou                    | Barcellona |                | 100.000  |
| Stadio di Sarriá            | Barcellona |                | 42.000   |
| Estadi de la Nova Creu Alta | Sabadell   |                | 16.000   |
| Estadio de La Romareda      | Saragozza  |                | 43.000   |
| Estadio Luis Casanova       | Valencia   |                | 50.000   |

## Atlanta 1996
| Stadio                             | Città      | Numero di gare | Capacità |
| ---------------------------------- | ---------- | -------------- | -------- |
| Sanford Stadium                    | Athens     |                | 86.100   |
| Legion Field                       | Birmingham |                | 81.700   |
| Miami Orange Bowl                  | Miami      |                | 72.700   |
| Citrus Bowl                        | Orlando    |                | 65.000   |
| Robert F. Kennedy Memorial Stadium | Washington |                | 56.500   |

## Sydney 2000
| Stadio                   | Città     | Numero di gare | Capacità |
| ------------------------ | --------- | -------------- | -------- |
| Hindmarsh Stadium        | Adelaide  |                | 20.000   |
| Brisbane Cricket Ground  | Brisbane  |                | 37.000   |
| Canberra Stadium         | Canberra  |                | 40.000   |
| Melbourne Cricket Ground | Melbourne |                | 98.000   |
| Stadium Australia        | Sydney    |                | 110.000  |
| Sydney Football Stadium  | Sydney    |                | 42.000   |

## Atene 2004
| Stadio                        | Città     | Numero di gare | Capacità |
| ----------------------------- | --------- | -------------- | -------- |
| Pancretan Stadium             | Candia    |                | 26.240   |
| Olympiakó Stádio Spyros Louis | Amarousio |                | 71.030   |
| Georgios Karaiskakis Stadium  | Il Pireo  |                | 33.334   |
| Pampeloponnisiako Stadium     | Patrasso  |                | 20.000   |
| Kaftanzoglio Stadium          | Salonicco |                | 27.770   |
| Panthessaliko Stadium         | Volo      |                | 22.700   |

## Pechino 2008
| Stadio                                    | Città       | Numero di gare | Capacità |
| ----------------------------------------- | ----------- | -------------- | -------- |
| Stadio Nazionale                          | Pechino     | 1              | 91.000   |
| Stadio dei Lavoratori                     | Pechino     | 9              | 70.161   |
| Qinhuangdao Olympic Sports Center Stadium | Qinhuangdao | 12             | 33.572   |
| Shangai Stadium                           | Shanghai    | 12             | 80.000   |
| Shenyang Olympic Sports Center Stadium    | Shenyang    | 12             | 60.000   |
| Tianjin Olympic Centre Stadium            | Tientsin    | 12             | 60.000   |

## Londra 2012
| Stadio                   | Città      | Numero di gare | Capacità |
| ------------------------ | ---------- | -------------- | -------- |
| Millennium Stadium       | Cardiff    | 11             | 74.600   |
| City of Coventry Stadium | Coventry   | 12             | 32.500   |
| Hampden Park             | Glasgow    | 8              | 52.000   |
| Wembley Stadium          | Londra     | 9              | 90.000   |
| Old Trafford             | Manchester | 9              | 76.212   |
| St James' Park           | Newcastle  | 9              | 52.000   |

## Rio de Janeiro 2016
| Stadio              | Città          | Numero di gare | Capacità |
| ------------------- | -------------- | -------------- | -------- |
| Estádio Mineirão    | Belo Horizonte | 10             | 58.170   |
| Estádio Nacional    | Brasilia       | 10             | 69.349   |
| Arena da Amazônia   | Manaus         | 6              | 40.459   |
| Estádio do Maracanã | Rio de Janeiro | 4              | 74.738   |
| Estádio Olímpico    | Rio de Janeiro | 8              | 60.000   |
| Arena Fonte Nova    | Salvador       | 10             | 51.900   |
| Arena Corinthians   | São Paulo      | 10             | 48.234   |